# Jardim São Vicente (Bayeux)
Jardim São Vicente é um bairro da cidade de Bayeux, estado da Paraíba.
Segundo o IBGE, no ano de 2010 residiam no bairro 3.072 pessoas, sendo 1.487 homens e 1.585 mulheres.